# تورج اتابکی
تورج اتابکی (زادهٔ ۲۳ فوریه ۱۹۵۰) پژوهشگر ارشد در پژوهشکده تاریخ اجتماعی و استاد کرسی تاریخ اجتماعی خاورمیانه و آسیای مرکزی در دانشگاه لیدن هلند است.

## تحصیلات و فعالیت
تورج اتابکی فارغ‌التحصیل فیزیک نظری از دانشگاه ملی ایران و دانشگاه لیدن است و سپس با رویکرد به تاریخ به تحصیل در این رشته در دانشگاه لیدن و دانشگاه اوترخت هلند پرداخت. در کنار تدریس و پژوهش، تورج اتابکی در کارنامه خود ریاست انجمن اروپایی مطالعات آسیای مرکزی، عضویت در شورای سردبیری نشریاتی چون مطالعات ایرانشناسی، مطالعات آسیای مرکزی، مطالعات تاریخ بین‌المللی کار و کارگری را دارد. تورج اتابکی سازمان‌دهنده کنفرانس دو ساله انجمن بین‌المللی مطالعات ایرانشناسی در شهر استانبول به سال ۲۰۱۲ و رئیس برگزیده انجمن بین‌المللی مطالعات ایرانشناسی برای دوره ۲۰۱۴–۲۰۱۶ بود.
حوزه مطالعات دانشگاهی تورج اتابکی تاریخ اجتماعی، تاریخ فرودستان، تاریخ کار و کارگری، تجدد و نوسازی در قلمرو جغرافیایی خاورمیانه، قفقاز و آسیای مرکزی است. تورج اتابکی هم اینک مدیریت طرح تدوین تاریخ اجتماعی صد ساله صنعت نفت در ایران را دارد.
علاوه بر کتاب، از وی مقالاتی در فصلنامه گفتگو، ماهنامه اندیشه پویا، مهرنامه و نیز روزنامه‌های شرق و اعتماد چاپ و منتشر شده‌است.